# Estadio Anton Malatinský
El Estadio Anton Malatinský (en eslovaco: Štadión Antona Malatinského) también llamado City Arena es un estadio de fútbol ubicado en la ciudad de Trnava, Eslovaquia. Fue inaugurado en 1921 y renovado por completo en 2006, posee actualmente una capacidad para 18 448 espectadores sentados, siendo el segundo estadio más grande de Eslovaquia y en el que disputa sus partidos el FC Spartak Trnava. Desde 1998 el estadio recibe el nombre del antiguo futbolista y entrenador eslovaco Anton Malatinský.
Es el segundo estadio de Eslovaquia cumple los criterios de la UEFA y la FIFA.

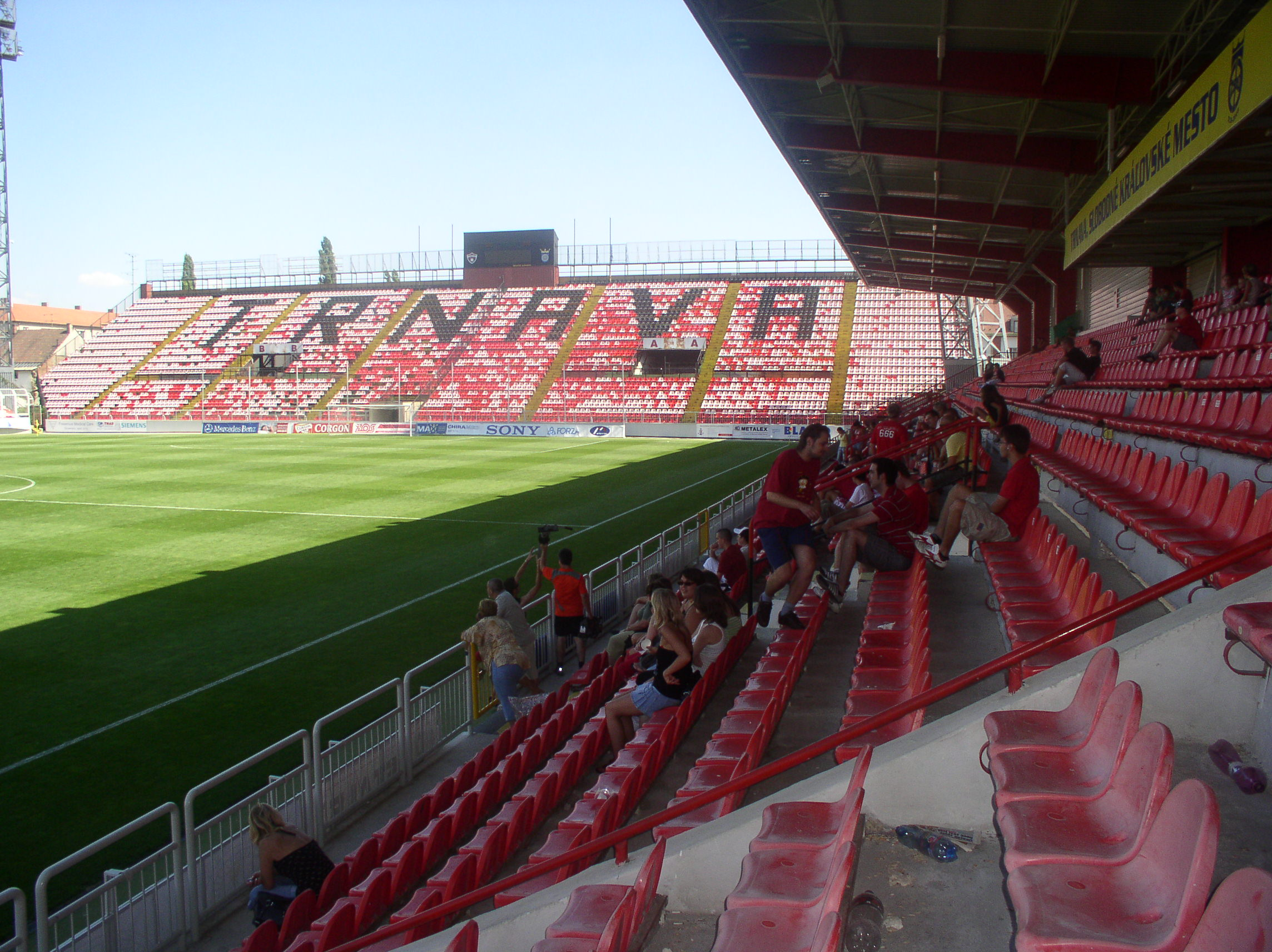
antiguo aspecto
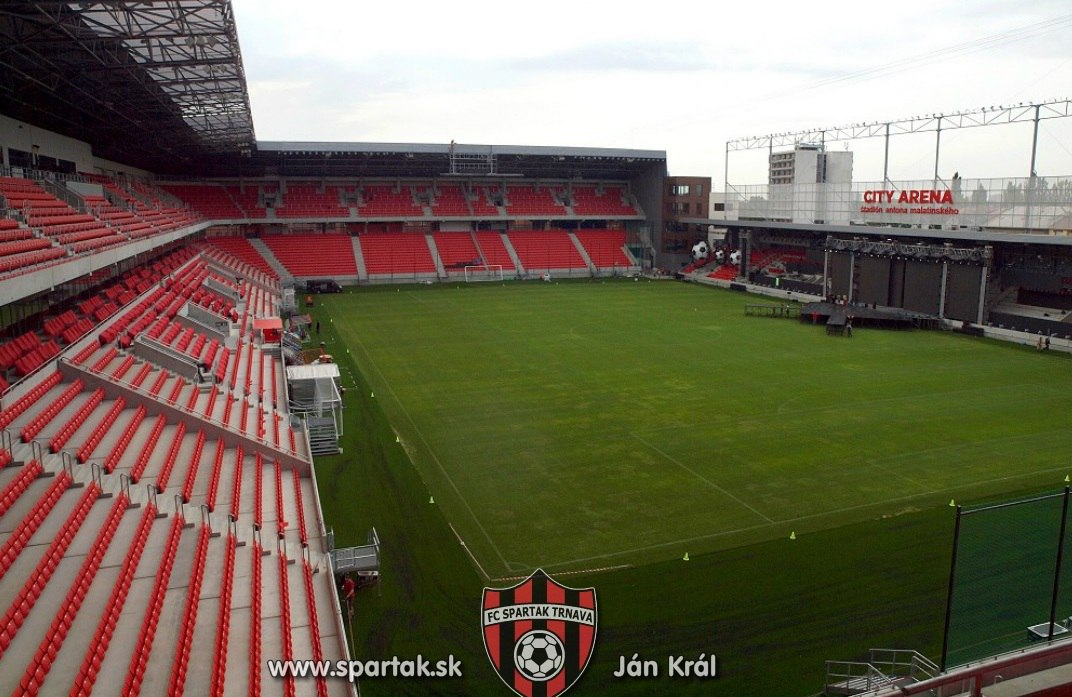
nuevo estadio